# Gogolia
Gogolia is een monotypisch geslacht van de familie van gladde haaien (Triakidae) en kent slechts 1 soort.

## Taxonomie
- Gogolia filewoodi Compagno, 1973 – Zeilrugvaalhaai

Furgaleus · Galeorhinus · Gogolia · Hemitriakis · Hypogaleus · Iago · Mustelus · Scylliogaleus · Triakis